# Contea di Andrews
La contea di Andrews (in inglese Andrews County) è una contea dello Stato del Texas, negli Stati Uniti. La popolazione al censimento del 2010 era di 14 786 abitanti. Il capoluogo di contea è Andrews. Andrews prende il nome da Richard Andrews, un soldato nativo americano, famoso per essere stato il primo morto durante la Rivoluzione texana. La contea è stata fondata il 21 agosto 1876 dalla Contea di Tom Green, e organizzata nel 1910.
La contea di Andrews è stata rappresentata nella Camera dei Rappresentanti del Texas da George E. "Buddy" West dal 1993 al 25 giugno 2008, quando morì. Gli successe nel gennaio 2009 il collega repubblicano Tryon D. Lewis, che aveva sconfitto West nella nomination repubblicana l'8 aprile 2008, alle elezioni primarie.

## Geografia fisica
Secondo l'Ufficio del censimento degli Stati Uniti d'America, la contea ha un'area totale di 1 501 miglia quadre (3 887,57 km²), di cui 0,4 miglia quadre (1,04 km²) coperte da acqua. La contea possiede molti laghi asciutti, tra cui il Baird lake e il Shafter Lake.

### Contee adiacenti
- Gaines County (nord)
- Martin County (est)
- Midland County (sud-est)
- Ector County (sud)
- Winkler County (sud-ovest)
- Contea di Lea (ovest)

### Strade principali
- U.S. Highway 385
- State Highway 115
- State Highway 176
- Farm to Market Road 181
- Farm to Market Road 1218
- Farm to Market Road 1967
- Farm to Market Road 1788
- Farm to Market Road 2371

## Società

### Evoluzione demografica

#### Censimento del 2010
| Anno | Popolazione | Cambio percentuale |
| ---- | ----------- | ------------------ |
| 1890 | 24          |                    |
| 1900 | 87          | 262,5%             |
| 1910 | 975         | 1 020,7%           |
| 1920 | 350         | -64,1%             |
| 1930 | 736         | 110,3%             |
| 1940 | 1 277       | 73,5%              |
| 1950 | 5 002       | 291,7%             |
| 1960 | 13 450      | 168,9%             |
| 1970 | 10 372      | -22,9%             |
| 1980 | 13 323      | 28,5%              |
| 1990 | 14 338      | 7,6%               |
| 2000 | 13 004      | -9,3%              |
| 2010 | 14 786      | 13,7%              |

Secondo il censimento del 2010, c'erano 14 786 persone. La composizione etnica della città era formata dal 79,5% di bianchi, l'1,5% di afroamericani, l'1,0% di nativi americani, lo 0,6% di asiatici, il 15,5% di altre razze, e il 2,0% di due o più etnie. Ispanici o latinos di qualunque razza erano il 48,7% della popolazione.

#### Censimento del 2000
Secondo il censimento del 2000, c'erano 13 004 persone, 4 601 nuclei familiari e 3 519 famiglie residenti nella città. La densità di popolazione era di 9 persone per miglio quadrato (3/km²). C'erano 5 400 unità abitative a una densità media di 4 per miglio quadrato (1/km²). La composizione etnica della città era formata dal 77,08% di bianchi, l'1,65% di afroamericani, lo 0,88% di nativi americani, lo 0,71% di asiatici, il 16,79% di altre razze, e il 2,87% di due o più etnie. Ispanici o latinos di qualunque razza erano il 40,00% della popolazione.
C'erano 4 601 nuclei familiari di cui il 40,70% aveva figli di età inferiore ai 18 anni, il 63,70% erano coppie sposate conviventi, il 9,50% aveva un capofamiglia femmina senza marito, e il 23,50% erano non-famiglie. Il 21,80% di tutti i nuclei familiari erano individuali e il 10,00% aveva componenti con un'età di 65 anni o più che vivevano da soli. Il numero di componenti medio di un nucleo familiare era di 2,81 e quello di una famiglia era di 3,29.
La popolazione era composta dal 31,50% di persone sotto i 18 anni, l'8,10% di persone dai 18 ai 24 anni, il 27,30% di persone dai 25 ai 44 anni, il 20,50% di persone dai 45 ai 64 anni, e il 12,50% di persone di 65 anni o più. L'età media era di 34 anni. Per ogni 100 femmine c'erano 96,30 maschi. Per ogni 100 femmine dai 18 anni in su, c'erano 91,20 maschi.
Il reddito medio di un nucleo familiare era di 34036 $, e quello di una famiglia era di 37017 $. I maschi avevano un reddito medio di 33223 $ contro i 21846 $ delle femmine. Il reddito pro capite era di 15916 $. Circa il 13.90% delle famiglie e il 16,40% della popolazione erano sotto la soglia di povertà, incluso il 20,20% di persone sotto i 18 anni e il 12,70% di persone di 65 anni o più.

## Cultura

### Educazione
Nella contea è attiva la Andrews Independent School District.

### Media
Nella contea viene pubblicato un settimanale; vi sono inoltre le stazioni locali KACT AM e KACT-FM, oltre alle varie stazioni radio e TV.

## Amministrazione
Il giudice della contea è l'onorevole Richard H. Dolgener, mentre Sam Jones è lo sceriffo.

## Geografia antropica

### Città
- Andrews

### Città fantasma
- Coyote Corner
- Fasken
- Florey
- Frankel City
- Old Place Windmills
- Shafter Lake
- Sixteen Corner Windmill
- Waldon Place Windmill